# Colapteroblatta compsa
Colapteroblatta compsa är en kackerlacksart som beskrevs av Morgan Hebard 1919. Colapteroblatta compsa ingår i släktet Colapteroblatta och familjen jättekackerlackor.
Artens utbredningsområde är Colombia. Inga underarter finns listade i Catalogue of Life.